# Удача

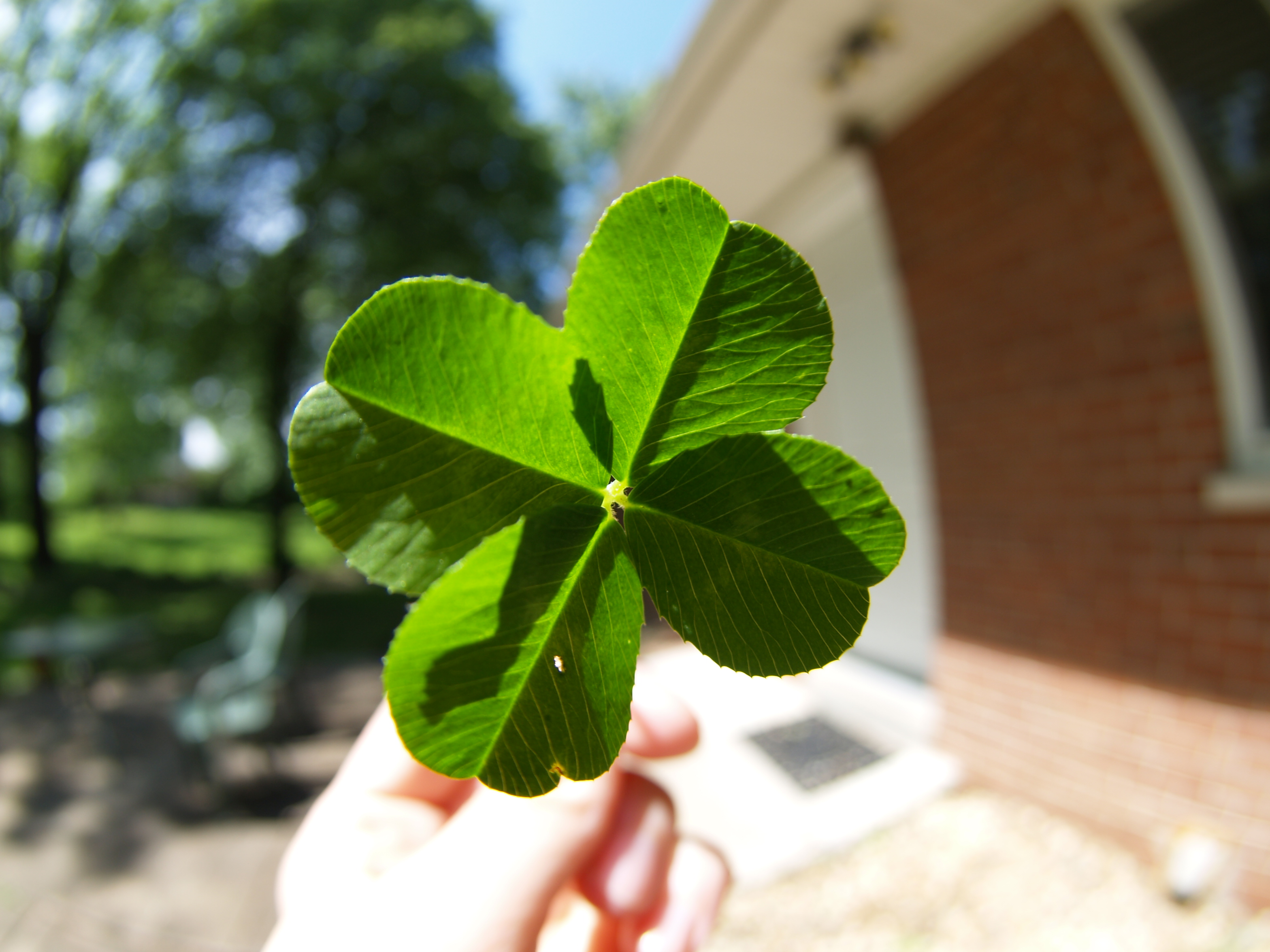
Четырёхлистный клевер — знак удачи

Уда́ча — субъективная положительная оценка случайного или непредсказуемого стечения обстоятельств. Удача также может обозначать желательный исход событий, особенно, когда исход не зависит от действий затронутой личности. Например, выигрыш в лотерею, рулетку или другую азартную игру.
Синонимичное понятие — везение.

## Символы удачи
Символами удачи, идущими от суеверий, в западной культуре считаются четырёхлистный клевер, подкова, трубочист, божья коровка, кроличья лапка и т. д., в японской культуре, например, манэки-нэко.

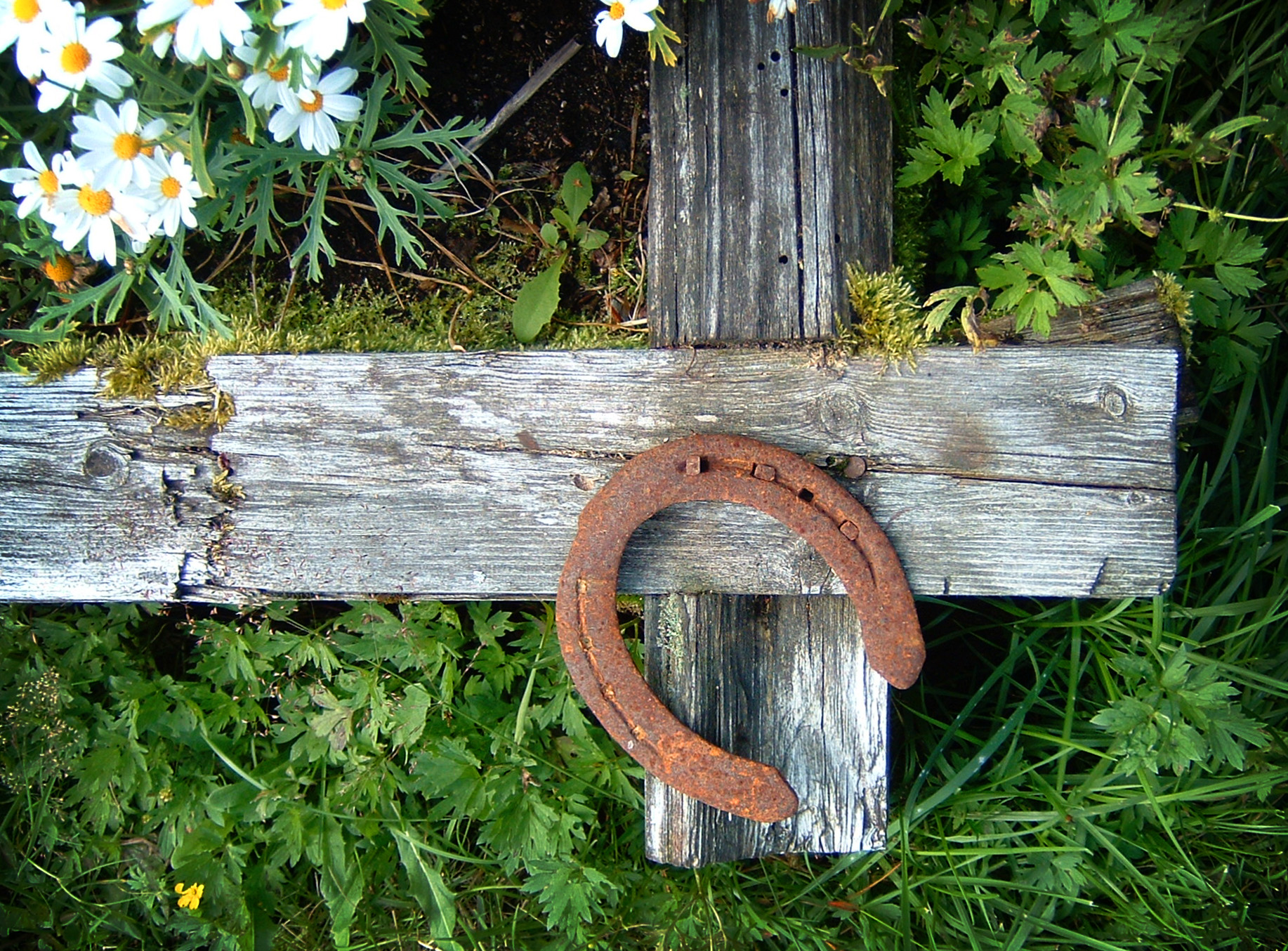
Подкова
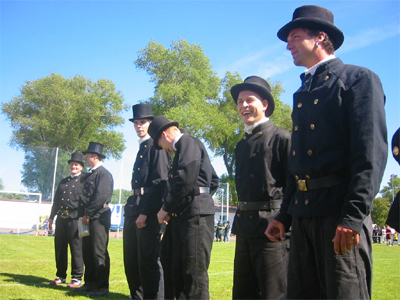
Трубочисты
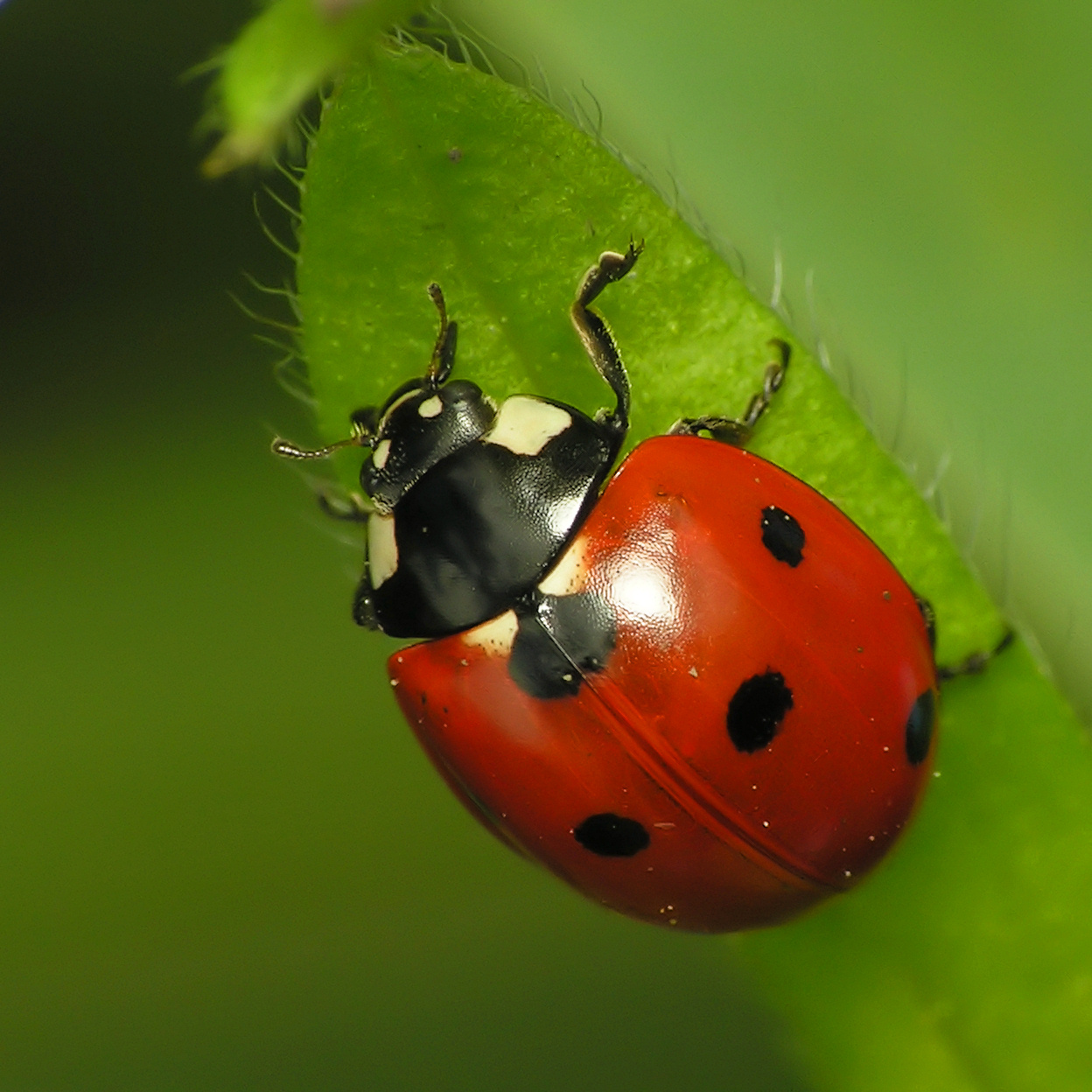
Божья коровка
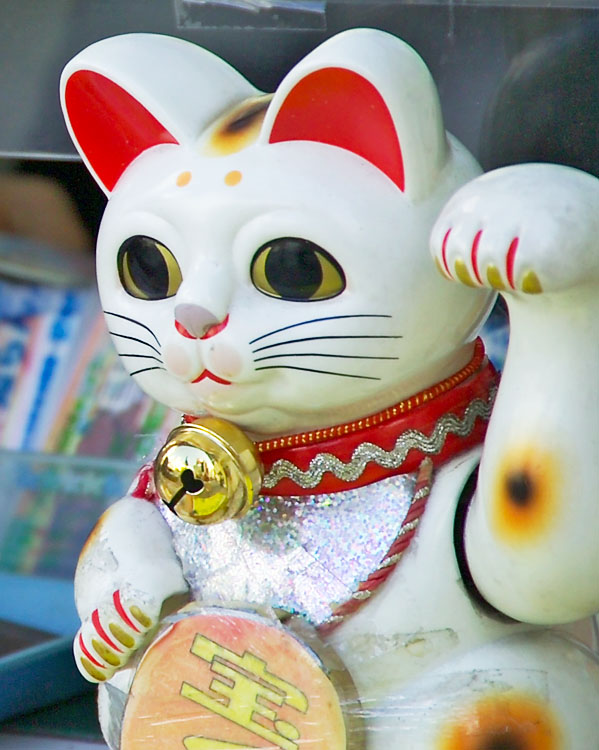
Манэки-нэко

## Роль удачи в успешности
Финансовая успешность человека (получение богатства) в первую очередь определяется удачным стечением обстоятельств (везением), способности или личные качества человека имеют для этого гораздо меньшее значение.

## Удача в религии
В православии пожелание удачи считается проявлением греха гордыни, а упование на удачу — желанием получить искомое бесплатно, без приложения усилий. Для православного христианина слово «удача» лишено рационального смысла.
Церковь «Благословение Отца» считает, что «Удача» — это имя беса, библейское имя которого «Молох», и что он был богом счастья у римлян, шумеров и карфагенян. Поэтому эта церковь запрещает своим прихожанам давать пожелание удачи людям.
Буддисты Бурятии считают, что флажок «хии морин» («конь удачи»), вывешиваемый на второй день Сагаалгана, приносит удачу.
В синтоизме есть семь богов, приносящих удачу — Семь богов счастья (яп. 七福神, Ситифуку-дзин).